# Torneo Clausura 2024 (Venezuela)
El Torneo Clausura 2024 fue el segundo de los dos torneos de la temporada 2024 en la Primera División del fútbol venezolano.

## Sistema de competición
El torneo se jugó con el formato todos contra todos en una rueda de 13 fechas, en los que participaron 14 equipos. Los mejores ocho de la primera ronda clasificaron a los cuadrangulares semifinales, con enfrentamientos de ida y vuelta, el primero de cada grupo clasificó a la final para definir al campeón. Los campeones de los dos torneos (Apertura y Clausura) se enfrentaron en una final a partidos de ida y vuelta para definir al campeón nacional quien se llevaba el título de liga es decir, la estrella de la temporada. El equipo campeón del Torneo Clausura 2024 clasificó para la Copa Libertadores 2025 y el subcampeón clasificó para la Copa Sudamericana 2025.
Todo lo concerniente a un empate de puntos al finalizar el todos contra todos entre dos clubes, se dilucidó en favor del club que tuvo mejor diferencia de goles a favor. Si persistía, se tomó en cuenta quien haya marcado más goles a favor; si el empate era entre tres o más clubes, se definía en favor del club que tuvo más puntos obtenidos solo entre los cruces de los clubes involucrados.

## Equipos participantes

### Información
Ureña finalmente se retiró antes del inicio del torneo.
| Equipo                  | Ciudad         | Entrenador            | Estadio                       | Capacidad | Marca       |
| ----------------------- | -------------- | --------------------- | ----------------------------- | --------- | ----------- |
| Academia Puerto Cabello | Puerto Cabello | Iván Fernández        | Complejo Deportivo Socialista | 6000      | Givova      |
| Angostura               | Ciudad Bolívar | Osmar Castillo        | Ricardo Tulio Maya            | 2500      | RS          |
| Carabobo                | Valencia       | Diego Merino          | Polideportivo Misael Delgado  | 10 400    | New Arrival |
| Caracas                 | Caracas        | Fernando Aristeguieta | Estadio Brígido Iriarte       | 9 800     | RS          |
| Deportivo La Guaira     | Caracas        | Juan Domingo Tolisano | Olímpico de la UCV            | 20 900    | Fila        |
| Deportivo Táchira       | San Cristóbal  | Eduardo Saragó        | Polideportivo de Pueblo Nuevo | 38 755    | Boman Sport |
| Estudiantes de Mérida   | Mérida         | Daniel Farías         | Metropolitano de Mérida       | 42 200    | EMFC 1971   |
| Inter de Barinas        | Barinas        | Leonel Vielma         | Agustín Tovar                 | 25 000    | Attle       |
| Metropolitanos          | Caracas        | José María Morr       | Olímpico de la UCV            | 20 900    | RS          |
| Monagas                 | Maturín        | Grenddy Perozo        | Monumental de Maturín         | 51 796    | RS          |
| Portuguesa              | Araure         | Giancarlo Maldonado   | José Antonio Páez             | 14 000    | Attle       |
| Rayo Zuliano            | Maracaibo      | Elvis Martínez        | José Encarnación Romero       | 40 800    | Attle       |
| Universidad Central     | Caracas        | Daniel Sasso          | Olímpico de la UCV            | 20 900    | RS          |
| Zamora                  | Barinas        | Alí Cañas             | Agustín Tovar                 | 25 500    | RS          |

### Equipos por región
| \| Región \| N.º \| Equipos \| \| ----------------- \| --- \| ------------------------------------------------------------------ \| \| Los Andes \| 4 \| Deportivo Táchira, Estudiantes de Mérida, Inter de Barinas, Zamora \| \| Capital \| 4 \| Caracas, Deportivo La Guaira, Metropolitanos, Universidad Central \| \| Central \| 2 \| Academia Puerto Cabello, Carabobo \| \| Guayana \| 1 \| Angostura \| \| Centro Occidental \| 1 \| Portuguesa \| \| Nor-Oriental \| 1 \| Monagas \| \| Zuliana \| 1 \| Rayo Zuliano \| | Dep. Táchira Estudiantes (M) Rayo Zuliano Zamora Inter de Barinas Portuguesa Carabobo Puerto Cabello Monagas Angostura Caracas Equipos en Caracas Caracas Deportivo La Guaira Metropolitanos Universidad Central |                                                                    |
| Región | N.º | Equipos                                                            |
| Los Andes | 4 | Deportivo Táchira, Estudiantes de Mérida, Inter de Barinas, Zamora |
| Capital | 4 | Caracas, Deportivo La Guaira, Metropolitanos, Universidad Central  |
| Central | 2 | Academia Puerto Cabello, Carabobo                                  |
| Guayana | 1 | Angostura                                                          |
| Centro Occidental | 1 | Portuguesa                                                         |
| Nor-Oriental | 1 | Monagas                                                            |
| Zuliana | 1 | Rayo Zuliano                                                       |

## Todos contra todos

### Clasificación
| Pos. | Equipo                  | Pts. | PJ | G | E | P  | GF | GC | Dif. | Clasificación              |
| ---- | ----------------------- | ---- | -- | - | - | -- | -- | -- | ---- | -------------------------- |
| 1    | Deportivo Táchira       | 27   | 13 | 7 | 6 | 0  | 17 | 5  | +12  | Cuadrangulares semifinales |
| 2    | Monagas                 | 25   | 13 | 7 | 4 | 2  | 22 | 14 | +8   | Cuadrangulares semifinales |
| 3    | Rayo Zuliano            | 23   | 13 | 7 | 2 | 4  | 18 | 15 | +3   | Cuadrangulares semifinales |
| 4    | Estudiantes de Mérida   | 22   | 13 | 6 | 4 | 3  | 20 | 14 | +6   | Cuadrangulares semifinales |
| 5    | Carabobo                | 20   | 13 | 5 | 5 | 3  | 17 | 13 | +4   | Cuadrangulares semifinales |
| 6    | Caracas                 | 20   | 13 | 5 | 5 | 3  | 15 | 12 | +3   | Cuadrangulares semifinales |
| 7    | Deportivo La Guaira     | 20   | 13 | 5 | 5 | 3  | 13 | 11 | +2   | Cuadrangulares semifinales |
| 8    | Zamora                  | 20   | 13 | 6 | 2 | 5  | 15 | 14 | +1   | Cuadrangulares semifinales |
| 9    | Universidad Central     | 19   | 13 | 5 | 4 | 4  | 18 | 17 | +1   |                            |
| 10   | Metropolitanos          | 18   | 13 | 4 | 6 | 3  | 16 | 16 | 0    |                            |
| 11   | Academia Puerto Cabello | 12   | 13 | 2 | 6 | 5  | 13 | 15 | −2   |                            |
| 12   | Portuguesa              | 11   | 13 | 3 | 2 | 8  | 12 | 21 | −9   |                            |
| 13   | Angostura               | 6    | 13 | 1 | 3 | 9  | 9  | 21 | −12  |                            |
| 14   | Inter de Barinas        | 2    | 13 | 0 | 2 | 11 | 8  | 26 | −18  |                            |

 Fuente: Flashscore

### Evolución de las posiciones
| Equipo \ Jornadas       | 01 | 02 | 03 | 04 | 05 | 06 | 07 | 08 | 09 | 10 | 11 | 12 | 13 |
| ----------------------- | -- | -- | -- | -- | -- | -- | -- | -- | -- | -- | -- | -- | -- |
| Deportivo Táchira       | 6  | 3  | 2  | 2  | 2  | 3  | 2  | 2  | 1  | 1  | 1  | 1  | 1  |
| Monagas                 | 2  | 4  | 6  | 8  | 10 | 8  | 6  | 7  | 7  | 5  | 2  | 2  | 2  |
| Rayo Zuliano            | 3  | 2  | 3  | 7  | 5  | 2  | 4  | 3  | 3  | 7  | 3  | 5  | 3  |
| Estudiantes de Mérida   | 7  | 7  | 4  | 4  | 3  | 1  | 1  | 1  | 2  | 2  | 4  | 3  | 4  |
| Carabobo                | 1  | 1  | 1  | 1  | 1  | 5  | 5  | 5  | 5  | 3  | 5  | 6  | 5  |
| Caracas                 | 8  | 11 | 8  | 9  | 9  | 9  | 9  | 9  | 10 | 10 | 9  | 7  | 6  |
| Deportivo La Guaira     | 9  | 8  | 5  | 5  | 4  | 4  | 3  | 4  | 4  | 6  | 7  | 4  | 7  |
| Zamora                  | 5  | 6  | 10 | 10 | 8  | 10 | 8  | 10 | 9  | 8  | 8  | 9  | 8  |
| Universidad Central     | 4  | 5  | 7  | 3  | 7  | 6  | 7  | 6  | 6  | 4  | 6  | 8  | 9  |
| Metropolitanos          | 11 | 12 | 9  | 6  | 6  | 7  | 10 | 8  | 8  | 9  | 10 | 10 | 10 |
| Academia Puerto Cabello | 10 | 9  | 12 | 12 | 13 | 12 | 12 | 12 | 12 | 12 | 12 | 11 | 11 |
| Portuguesa              | 12 | 13 | 13 | 13 | 11 | 11 | 11 | 11 | 11 | 11 | 11 | 12 | 12 |
| Angostura               | 13 | 10 | 11 | 11 | 12 | 13 | 13 | 13 | 13 | 13 | 13 | 13 | 13 |
| Inter de Barinas        | 14 | 14 | 14 | 14 | 14 | 14 | 14 | 14 | 14 | 14 | 14 | 14 | 14 |

### Resultados
- La hora de cada encuentro corresponde al huso horario que rige a Venezuela (UTC-4).

| Fecha 1               | Fecha 1   | Fecha 1                 | Fecha 1                 | Fecha 1     | Fecha 1 |
| Local                 | Resultado | Visitante               | Estadio                 | Fecha       | Hora    |
| --------------------- | --------- | ----------------------- | ----------------------- | ----------- | ------- |
| Zamora                | 1 – 0     | Inter de Barinas        | Agustín Tovar           | 16 de julio | 16:00   |
| Estudiantes de Mérida | 1 – 1     | Deportivo Táchira       | Metropolitano de Mérida | 16 de julio | 18:45   |
| Deportivo La Guaira   | 0 – 0     | Caracas                 | Olímpico de la UCV      | 17 de julio | 15:00   |
| Portuguesa            | 1 – 2     | Rayo Zuliano            | Agustín Tovar           | 17 de julio | 17:45   |
| Metropolitanos        | 1 – 2     | Monagas                 | Olímpico de la UCV      | 17 de julio | 20:30   |
| Universidad Central   | 1 – 0     | Angostura               | Olímpico de la UCV      | 18 de julio | 17:00   |
| Carabobo              | 2 – 1     | Academia Puerto Cabello | Misael Delgado          | 18 de julio | 19:45   |

| Fecha 2                 | Fecha 2   | Fecha 2               | Fecha 2                       | Fecha 2     | Fecha 2 |
| Local                   | Resultado | Visitante             | Estadio                       | Fecha       | Hora    |
| ----------------------- | --------- | --------------------- | ----------------------------- | ----------- | ------- |
| Caracas                 | 1 – 2     | Rayo Zuliano          | Brígido Iriarte               | 21 de julio | 16:00   |
| Deportivo Táchira       | 1 – 0     | Zamora                | Polideportivo de Pueblo Nuevo | 21 de julio | 19:00   |
| Academia Puerto Cabello | 0 – 0     | Portuguesa            | La Bombonerita                | 22 de julio | 19:00   |
| Inter de Barinas        | 0 – 4     | Carabobo              | Agustín Tovar                 | 23 de julio | 17:30   |
| Angostura               | 1 – 1     | Estudiantes de Mérida | Ricardo Tulio Maya            | 23 de julio | 20:15   |
| Metropolitanos          | 0 – 0     | Universidad Central   | Olímpico de la UCV            | 24 de julio | 17:30   |
| Monagas                 | 0 – 0     | Deportivo La Guaira   | Monumental de Maturín         | 24 de julio | 20:15   |

| Fecha 3               | Fecha 3   | Fecha 3                 | Fecha 3                 | Fecha 3     | Fecha 3 |
| Local                 | Resultado | Visitante               | Estadio                 | Fecha       | Hora    |
| --------------------- | --------- | ----------------------- | ----------------------- | ----------- | ------- |
| Rayo Zuliano          | 0 – 1     | Deportivo Táchira       | José Encarnación Romero | 6 de agosto | 15:00   |
| Universidad Central   | 0 – 0     | Inter de Barinas        | Olímpico de la UCV      | 6 de agosto | 17:45   |
| Zamora                | 0 – 1     | Metropolitanos          | Agustín Tovar           | 6 de agosto | 20:30   |
| Estudiantes de Mérida | 2 – 1     | Academia Puerto Cabello | Metropolitano de Mérida | 7 de agosto | 17:00   |
| Portuguesa            | 0 – 1     | Caracas                 | Agustín Tovar           | 7 de agosto | 19:45   |
| Deportivo La Guaira   | 3 – 2     | Angostura               | Olímpico de la UCV      | 8 de agosto | 17:00   |
| Carabobo              | 0 – 0     | Monagas                 | Misael Delgado          | 8 de agosto | 19:45   |

| Fecha 4                 | Fecha 4   | Fecha 4               | Fecha 4                       | Fecha 4      | Fecha 4 |
| Local                   | Resultado | Visitante             | Estadio                       | Fecha        | Hora    |
| ----------------------- | --------- | --------------------- | ----------------------------- | ------------ | ------- |
| Rayo Zuliano            | 0 – 0     | Zamora                | José Encarnación Romero       | 13 de agosto | 15:00   |
| Deportivo Táchira       | 2 – 0     | Portuguesa            | Polideportivo de Pueblo Nuevo | 13 de agosto | 17:45   |
| Inter de Barinas        | 1 – 3     | Metropolitanos        | Agustín Tovar                 | 13 de agosto | 20:30   |
| Monagas                 | 1 – 3     | Universidad Central   | Ricardo Tulio Maya            | 14 de agosto | 17:00   |
| Academia Puerto Cabello | 0 – 1     | Deportivo La Guaira   | La Bombonerita                | 14 de agosto | 19:45   |
| Angostura               | 1 – 2     | Carabobo              | Ricardo Tulio Maya            | 15 de agosto | 17:00   |
| Caracas                 | 2 – 3     | Estudiantes de Mérida | Brígido Iriarte               | 15 de agosto | 19:45   |

| Fecha 5               | Fecha 5   | Fecha 5                 | Fecha 5                       | Fecha 5      | Fecha 5 |
| Local                 | Resultado | Visitante               | Estadio                       | Fecha        | Hora    |
| --------------------- | --------- | ----------------------- | ----------------------------- | ------------ | ------- |
| Rayo Zuliano          | 3 – 2     | Academia Puerto Cabello | José Encarnación Romero       | 20 de agosto | 15:00   |
| Deportivo La Guaira   | 1 – 0     | Inter de Barinas        | Olímpico de la UCV            | 20 de agosto | 17:45   |
| Zamora                | 3 – 2     | Universidad Central     | Agustín Tovar                 | 20 de agosto | 20:30   |
| Deportivo Táchira     | 1 – 1     | Caracas                 | Polideportivo de Pueblo Nuevo | 21 de agosto | 18:00   |
| Portuguesa            | 2 – 1     | Angostura               | Agustín Tovar                 | 21 de agosto | 20:45   |
| Estudiantes de Mérida | 2 – 1     | Monagas                 | Metropolitano de Mérida       | 22 de agosto | 17:00   |
| Carabobo              | 2 – 2     | Metropolitanos          | Misael Delgado                | 22 de agosto | 19:45   |

| Fecha 6                 | Fecha 6   | Fecha 6               | Fecha 6            | Fecha 6      | Fecha 6 |
| Local                   | Resultado | Visitante             | Estadio            | Fecha        | Hora    |
| ----------------------- | --------- | --------------------- | ------------------ | ------------ | ------- |
| Angostura               | 0 – 1     | Rayo Zuliano          | Ricardo Tulio Maya | 26 de agosto | 17:00   |
| Inter de Barinas        | 1 – 2     | Estudiantes de Mérida | Agustín Tovar      | 26 de agosto | 19:45   |
| Metropolitanos          | 0 – 0     | Deportivo La Guaira   | Olímpico de la UCV | 27 de agosto | 15:00   |
| Monagas                 | 4 – 1     | Portuguesa            | Ricardo Tulio Maya | 27 de agosto | 17:45   |
| Caracas                 | 2 – 1     | Zamora                | Brígido Iriarte    | 27 de agosto | 20:30   |
| Academia Puerto Cabello | 0 – 0     | Deportivo Táchira     | La Bombonerita     | 28 de agosto | 17:45   |
| Universidad Central     | 3 – 1     | Carabobo              | Olímpico de la UCV | 28 de agosto | 20:30   |

| Fecha 7               | Fecha 7   | Fecha 7                 | Fecha 7                       | Fecha 7         | Fecha 7 |
| Local                 | Resultado | Visitante               | Estadio                       | Fecha           | Hora    |
| --------------------- | --------- | ----------------------- | ----------------------------- | --------------- | ------- |
| Estudiantes de Mérida | 4 – 0     | Metropolitanos          | Metropolitano de Mérida       | 2 de septiembre | 17:45   |
| Deportivo La Guaira   | 2 – 0     | Universidad Central     | Olímpico de la UCV            | 2 de septiembre | 19:45   |
| Deportivo Táchira     | 2 – 0     | Angostura               | Polideportivo de Pueblo Nuevo | 3 de septiembre | 17:45   |
| Zamora                | 2 – 0     | Carabobo                | Agustín Tovar                 | 3 de septiembre | 20:30   |
| Rayo Zuliano          | 1 – 2     | Monagas                 | José Encarnación Romero       | 4 de septiembre | 15:00   |
| Caracas               | 0 – 0     | Academia Puerto Cabello | Brígido Iriarte               | 4 de septiembre | 17:45   |
| Portuguesa            | 2 – 1     | Inter de Barinas        | Agustín Tovar                 | 4 de septiembre | 20:30   |

| Fecha 8                 | Fecha 8   | Fecha 8               | Fecha 8            | Fecha 8          | Fecha 8 |
| Local                   | Resultado | Visitante             | Estadio            | Fecha            | Hora    |
| ----------------------- | --------- | --------------------- | ------------------ | ---------------- | ------- |
| Metropolitanos          | 2 – 1     | Portuguesa            | Olímpico de la UCV | 13 de septiembre | 17:45   |
| Academia Puerto Cabello | 1 – 0     | Zamora                | La Bombonerita     | 13 de septiembre | 20:30   |
| Inter de Barinas        | 0 – 1     | Rayo Zuliano          | Agustín Tovar      | 14 de septiembre | 17:45   |
| Universidad Central     | 3 – 1     | Estudiantes de Mérida | Olímpico de la UCV | 14 de septiembre | 17:45   |
| Angostura               | 0 – 0     | Caracas               | Ricardo Tulio Maya | 14 de septiembre | 20:30   |
| Monagas                 | 0 – 0     | Deportivo Táchira     | Ricardo Tulio Maya | 15 de septiembre | 17:00   |
| Carabobo                | 3 – 1     | Deportivo La Guaira   | Misael Delgado     | 15 de septiembre | 19:45   |

| Fecha 9                 | Fecha 9   | Fecha 9             | Fecha 9                       | Fecha 9          | Fecha 9 |
| Local                   | Resultado | Visitante           | Estadio                       | Fecha            | Hora    |
| ----------------------- | --------- | ------------------- | ----------------------------- | ---------------- | ------- |
| Caracas                 | 1 – 2     | Monagas             | Brígido Iriarte               | 20 de septiembre | 17:45   |
| Academia Puerto Cabello | 1 – 1     | Angostura           | La Bombonerita                | 20 de septiembre | 20:30   |
| Rayo Zuliano            | 2 – 2     | Metropolitanos      | José Encarnación Romero       | 21 de septiembre | 16:00   |
| Deportivo Táchira       | 4 – 1     | Inter de Barinas    | Polideportivo de Pueblo Nuevo | 21 de septiembre | 17:45   |
| Portuguesa              | 1 – 1     | Universidad Central | Olímpico de la UCV            | 21 de septiembre | 20:30   |
| Estudiantes de Mérida   | 0 – 0     | Carabobo            | Metropolitano de Mérida       | 22 de septiembre | 16:00   |
| Zamora                  | 0 – 0     | Deportivo La Guaira | Agustín Tovar                 | 22 de septiembre | 19:00   |

| Fecha 10            | Fecha 10  | Fecha 10                | Fecha 10           | Fecha 10         | Fecha 10 |
| Local               | Resultado | Visitante               | Estadio            | Fecha            | Hora     |
| ------------------- | --------- | ----------------------- | ------------------ | ---------------- | -------- |
| Universidad Central | 1 – 0     | Rayo Zuliano            | Olímpico de la UCV | 26 de septiembre | 19:00    |
| Monagas             | 2 – 1     | Academia Puerto Cabello | Ricardo Tulio Maya | 27 de septiembre | 17:00    |
| Deportivo La Guaira | 1 – 1     | Estudiantes de Mérida   | Olímpico de la UCV | 27 de septiembre | 19:45    |
| Angostura           | 1 – 2     | Zamora                  | Ricardo Tulio Maya | 28 de septiembre | 17:00    |
| Inter de Barinas    | 1 – 2     | Caracas                 | Agustín Tovar      | 28 de septiembre | 19:45    |
| Carabobo            | 1 – 0     | Portuguesa              | Misael Delgado     | 29 de septiembre | 17:00    |
| Metropolitanos      | 1 – 1     | Deportivo Táchira       | Olímpico de la UCV | 29 de septiembre | 19:45    |

| Fecha 11                | Fecha 11  | Fecha 11              | Fecha 11                      | Fecha 11     | Fecha 11 |
| Local                   | Resultado | Visitante             | Estadio                       | Fecha        | Hora     |
| ----------------------- | --------- | --------------------- | ----------------------------- | ------------ | -------- |
| Angostura               | 0 – 2     | Monagas               | Ricardo Tulio Maya            | 4 de octubre | 17:00    |
| Portuguesa              | 2 – 1     | Deportivo La Guaira   | José Antonio Páez             | 4 de octubre | 19:45    |
| Rayo Zuliano            | 2 – 1     | Carabobo              | José Encarnación Romero       | 5 de octubre | 15:00    |
| Zamora                  | 1 – 0     | Estudiantes de Mérida | Agustín Tovar                 | 5 de octubre | 17:45    |
| Academia Puerto Cabello | 2 – 0     | Inter de Barinas      | La Bombonerita                | 5 de octubre | 20:30    |
| Deportivo Táchira       | 2 – 0     | Universidad Central   | Polideportivo de Pueblo Nuevo | 6 de octubre | 16:00    |
| Caracas                 | 2 – 1     | Metropolitanos        | Brígido Iriarte               | 6 de octubre | 19:00    |

| Fecha 12              | Fecha 12  | Fecha 12                | Fecha 12                | Fecha 12      | Fecha 12 |
| Local                 | Resultado | Visitante               | Estadio                 | Fecha         | Hora     |
| --------------------- | --------- | ----------------------- | ----------------------- | ------------- | -------- |
| Deportivo La Guaira   | 3 – 2     | Rayo Zuliano            | Olímpico de la UCV      | 11 de octubre | 18:00    |
| Zamora                | 2 – 4     | Monagas                 | Agustín Tovar           | 11 de octubre | 20:30    |
| Estudiantes de Mérida | 2 – 0     | Portuguesa              | Metropolitano de Mérida | 12 de octubre | 16:00    |
| Inter de Barinas      | 1 – 2     | Angostura               | Agustín Tovar           | 12 de octubre | 18:00    |
| Metropolitanos        | 1 – 1     | Academia Puerto Cabello | Olímpico de la UCV      | 12 de octubre | 20:30    |
| Carabobo              | 1 – 1     | Deportivo Táchira       | Misael Delgado          | 13 de octubre | 17:00    |
| Universidad Central   | 1 – 3     | Caracas                 | Olímpico de la UCV      | 13 de octubre | 19:30    |

| Fecha 13                | Fecha 13  | Fecha 13              | Fecha 13                      | Fecha 13      | Fecha 13 |
| Local                   | Resultado | Visitante             | Estadio                       | Fecha         | Hora     |
| ----------------------- | --------- | --------------------- | ----------------------------- | ------------- | -------- |
| Rayo Zuliano            | 2 – 1     | Estudiantes de Mérida | José Encarnación Romero       | 19 de octubre | 16:00    |
| Caracas                 | 0 – 0     | Carabobo              | Brígido Iriarte               | 19 de octubre | 16:00    |
| Academia Puerto Cabello | 3 – 3     | Universidad Central   | La Bombonerita                | 19 de octubre | 16:00    |
| Monagas                 | 2 – 2     | Inter de Barinas      | Monumental de Maturín         | 19 de octubre | 16:00    |
| Portuguesa              | 2 – 3     | Zamora                | José Antonio Páez             | 19 de octubre | 16:00    |
| Deportivo Táchira       | 1 – 0     | Deportivo La Guaira   | Polideportivo de Pueblo Nuevo | 19 de octubre | 16:00    |
| Angostura               | 0 – 2     | Metropolitanos        | Ricardo Tulio Maya            | 19 de octubre | 16:00    |

## Cuadrangulares semifinales
- La hora de cada encuentro corresponde al huso horario que rige a Venezuela (UTC-4).

La segunda fase del Torneo Clausura 2024 fueron los cuadrangulares semifinales. Estos los disputaron los ocho mejores equipos del torneo distribuidos en dos grupos de cuatro equipos. Los dos primeros de la fase todos contra todos fueron cabezas de los grupos A y B, respectivamente, mientras que los seis equipos restantes fueron sorteados según su posición para integrar los dos grupos. Los ganadores de cada grupo de los cuadrangulares se enfrentaron en la gran final para definir al campeón. El sorteo de los cuadrangulares semifinales se llevó a cabo el 21 de octubre de 2024, al finalizar la última fecha de la fase todos contra todos.